# Hakupu
Hakupu è un villaggio, che costituisce anche una municipalità ed un distretto elettorale, dell'isola di Niue, nell'Oceano Pacifico. Il villaggio si trova nella parte meridionale dell'isola, nella regione storica tribale di Tafiti. Ha una popolazione di 129 abitanti ed una superficie di 48,04 km².
L'Huvalu Forest Conservation Area è un'area protetta che copre la parte sud-orientale dell'isola, coprendo anche parte del territorio del villaggio. Dal centro di Hakupu si raggiunge Anapala Chasm, sulla costa, dove si trova un piccolo laghetto alluvionale, utilizzato anche per l'approvvigionamento di acqua.